# بهزاد سلجوقی
محمد ارشد متخلص به بهزاد سلجوقی (متولد ۱۳۱۸) خطاط و رسام اهل افغانستان است. او فرزند فکری سلجوقی است.

## زندگی
بهزاد سلجوقی در پایحصار هرات (دژ شمیران) متولد شد. بسیاری از هنرها از جمله هنر مینیاتور، خطاطی و رسامی را از پدرش، فکری سلجوقی، آموخت. او تحصیلاتش را تا دریافت سند بکلوریا ادامه داد و در سال ۱۳۳۹ در هرات معلم ابتدایی شد. در سال ۱۳۴۱ عهده‌دار تدریس آرت در لیسهٔ سلطان غیاث‌الدین غوری شد. در سال ۱۳۴۲ به تدریس آرت، حسن خط و انگلیسی در دارالمعلمین هرات پرداخت.
درسال ۱۳۴۵ به کابل رفت و در مکتب ابتدایی شاه ولی خان، آرت و حسن خط را تدریس نمود. همچنین از سال ۱۳۵۵ تا ۱۳۷۱ در لیسهٔ محمود هوتکی و نازوانا مشغول تدریس آرت و انگلیسی بوده‌است. او در نگارستان غلام محمد میمنگی در کابل نیز مینیاتور و خطاطی را تدریس کرد. از جمله جوایز و افتخارات بهزاد می‌توان به درجهٔ اول مینیاتور با جوایزی از مطبوعات کشور در سال‌های ۱۳۴۵، ۱۳۴۶و ۱۳۵۵ اشاره کرد.
در دوره جنگ، بهزاد ناچار به ترک وطن شد و سپس از طرف دولت وقت به سمت سکرتر سوم سفارت در مسکو منصوب شد. بعد از مدتی نیز به هلند مهاجرت کرد.

## آثار
- نسخه برداری قرآن از روی ترجمه و تفسیر عبدالله یوسف علی، ترجمه به فارسی از صباح‌الدین کشککی، مدقق محمد صدیق راشد سلجوقی، چاپ شورای ثقافتی جهاد مردم افغانستان، در ۱۰۳۸ برگ، با مینیاتور و خطوط ثلث، نسخ، کوفی، کوفی قفل، معقلی، طغرأ و نستعلیق
- خطاطی رسالهٔ حج، اثر روان فرهادی
- فهرست رسالهٔ فقیرالله جلال‌آبادی
- خطاطی کتب عربی، تألیف و ترجمهٔ وزارت معارف (در زمان ریاست جمهوری داود خان برای صنف‌های ۷–۱۲)
- خطاطی و مینیاتوری فریدون و زهره، اثر منظوم فکری سلجوقی
- خطاطی و مینیاتوری بخشی از دیوان فکری سلجوقی
- خطاطی و مینیاتوری اشعار حسین وفا سلجوقی
- برگزاری نمایشگاه در روسیه، آلمان و هلند